# 우용각
우용각(禹用珏, 1930년 11월 29일 ~ 2012년 12월 7일)은 대한민국의 비전향 장기수이다.

## 생애
평안북도 녕변군 출신이다. 후에 김일성종합대학에 흡수된 경제연구소 정치경제학과를 수료한 지식인이었다. 한국 전쟁 전에는 경제연구소에서 근무했고, 한국 전쟁이 발발하자 조선인민군에 입대하여 문관으로 복무하였다.
1958년 동해에서 대한민국 해군의 해상경비 상태를 정탐하다가 울릉도 인근 바다에서 해군 함정에 체포되었다. 대한민국 해군 측은 간첩 행위로 판단하였고 우용각은 무장력 강화 상태를 통상적으로 알아보는 정도였으며 상륙할 계획도 없었다고 주장했다. 해군본부에서 조사 받은 뒤 간첩방조죄로 기소되었다.
1959년 12월 대법원에서 무기형이 확정되었고 서울교도소와 대전교도소 등 여러 곳에서 수감 생활을 하였다. 수감 기간 중 전향을 권유받았으나, 이를 거부하여 비전향 장기수가 되었다.
우용각은 총 40년 7개월 동안 수감 생활을 하여 비전향 장기수 가운데서도 초장기수에 속하였기에, 인권단체와 언론의 관심을 받았다. 김대중 정부에서 대통령 취임 1주년 기념으로 특별사면하여 1999년 2월에 가석방되었다.
출감한 뒤 서울 은평구에서 다른 장기수들과 함께 생활하다가, 2000년 6·15 남북 공동선언에 의해 조선민주주의인민공화국으로 송환되어 헤어졌던 가족과 다시 만났다. 우용각은 송환될 때 판문점과 평양에서 송환 장기수를 대표하여 인사말을 했으며, 이후 조국통일상을 받았다. 우용각의 일생을 소재로 한 소설 《푸른 언덕》이 창작되기도 했다.

## 같이 보기
- 양심수

## 참고자료
- 김종구 (대담) (1999년 3월 11일). “"조건부 북송은 싫다" - 비전향 출소 장기수 우용각”. 《한겨레21》 (제248호).[깨진 링크(과거 내용 찾기)]